# Herbert W. Spencer
Herbert Winfield Spencer (nacido como Heriberto Winfield Spencer Gallo y conocido profesionalmente como Herb Spencer; Santiago, Chile; 7 de abril de 1905-Culver City, California; 18 de septiembre de 1992) fue un músico, compositor, arreglista y orquestador chileno-estadounidense.

## Biografía

### Familia
Nació en la casa paterna, ubicada en la calle Santo Domingo N.º 552 de la capital chilena. Fue uno de los cinco hijos del comerciante Santiago Heriberto Spencer de Bow (conocido en inglés como James Herbert Spencer de Bow; Valparaíso, 1876-Santiago, ¿?) y Carmela del Rosario Gallo Valenzuela (Copiapó, h. 1884-¿?, 1979), y nieto del fotógrafo Eduardo Clifford Spencer. Sus hermanos fueron Jorge, Santiago, Alberto y Ebelina Carmela Spencer Gallo.
El 29 de septiembre de 1939 se casó con la uruguaya Diana Reid (Montevideo, 8 de agosto de 1917-Westwood, California; 10 de enero de 2010), con quien tuvo cuatro hijos.

### Estudios
Se graduó con un título en música en la Universidad de Pensilvania, donde dirigió la banda. Fue compositor, arreglista y orquestador.

### Carrera musical
Su carrera musical comenzó como miembro de la Vincent Lopez Orchestra. En la década de 1920 era saxofonista de orquestas de baile, como la Meyer Davis Orchestra. Posteriormente, compuso para las primeras transmisiones radiales de las big bands de Tommy y Jimmy Dorsey, conocida como The Dorsey Brothers, y la de Glenn Miller, llamada The Glenn Miller Orchestra. En 1935 firmó para la 20th Century Fox como asistente del director musical Alfred Newman.
En el cine, ayudó a orquestar musicales como Holiday Inn (1942), Los caballeros las prefieren rubias (1953), Call Me Madam (1953), Carrusel (1956), Funny Girl (1968) y Hello, Dolly! (1969), y fue incluido como «asociado musical» en los créditos de El hombre de La Mancha (1972). Compuso la música del documental chileno Sol y nieve (1962) y fue el orquestador principal de la versión original de Furia de titanes (1981). Entre 1967 y 1992 se hizo conocido por colaborar como orquestador y arreglista para muchas de las bandas sonoras del compositor John Williams, como la trilogía original Star Wars, E.T., el extraterrestre y los filmes de Indiana Jones. Sus últimos trabajos fueron para los largometrajes Presumed Innocent (1990) y Home Alone (1990), ambos para John Williams.
En la televisión, junto con Earle Hagen —también orquestador de la 20th Century Fox, con quien se asoció en 1953 para formar The Spencer-Hagen Orchestra—, orquestó varias de las primeras comedias de situaciones y otros programas, como Where's Raymond? (1953), rebautizado The Ray Bolger Show (1954-1955), The Danny Thomas Show (1953-1957), It's Always Jan (1955-1956) y My Sister Eileen (1960-1961). Además, compusieron «The Fishin' Hole», canción de presentación de la serie televisiva The Andy Griffith Show (1960-1968). Asimismo, grabaron álbumes y singles para una rama de la etiqueta RCA "X", y Liberty, y formaron Music Scoring, Inc. (MSI), un servicio para musicalizar filmes que se disolvió alrededor de 1960. Posteriormente, Spencer se convirtió en el compositor de la comedia de situaciones The Joey Bishop Show (1961-1965).
En el teatro, orquestó los musicales The Good Companions (1974, para André Previn) y Thomas And The King (1975, para John Williams).

## Nominaciones
En 1971, junto con los británicos Leslie Bricusse e Ian Fraser, fue nominado tanto al Globo de Oro como al premio Óscar por su trabajo en la cinta Scrooge (1970); en 1974, junto con el germano-estadounidense André Previn y el británico Andrew Lloyd Webber, fue nuevamente nominado al Óscar por la película musical Jesus Christ Superstar (1973).

## Discografía
Entre su discografía se cuentan:
- ¿? The Magic of the Caribbean (Decca)
- 1982 Island In The Sky/The Song Of Bernadette (Varèse Sarabande)